# Ármannsfell
Ármannsfell ist ein Berg im Südwesten von Island. Er erreicht eine Höhe von 768 Meter.

## Name
Sagen sprechen den Namen des Berges einem der ersten Siedler zu, der Ármann geheißen habe. Dieser sei halb Mensch, halb Troll gewesen und schließlich im Berg gestorben.

## Lage
Der Berg befindet sich im Nationalpark von Þingvellir. Wenn man von dort in Richtung der Hochlandpisten Uxarhryggur und Kaldidalur hinausfährt, liegt der teilweise erodierte Tafelvulkan nördlich der Straße.
Die zur Piste gewordene Straße überquert die Passhöhe zwischen dem Ármannsfell und dem mit ihm über den Pass Tröllháls verbundenen Berg Lágafell (538), um sich steil zum See Sandkluftavatn zu neigen. Dieser im Sommer manchmal fast austrocknende See befindet sich an der Nordostseite des Berges.

## Geologie
Der Berg besteht zu größten Teilen aus Palagonit und entstand unter einem Eiszeitgletscher. Die obersten Lagen des Tafelvulkans sind aus Olivinbasalt.
Er gehört zum Vulkansystem des Zentralvulkans Hrafnabjörg, welcher ihm gegenüber auf der anderen Seite des Þingvellir-Grabens liegt.
Über ihn zieht sich jedoch auch eine Spalte, die auf die Kontinentaldrift zurückzuführen ist und bezeichnenderweise parallel zum Graben von Þingvellir und damit zur Riftzone liegt. Deren Ausrichtung ist dementsprechend von Nordosten nach Südwesten.

## Wandern am Ármannsfell
Zahlreiche Wanderwege führen auf den Berg. Z. B. kann man an Leisten hinaufsteigen, die vom Weg zum Uxarhryggur auf den Berg führen.